# Liste von aufsehenerregenden Vorfällen im Zusammenhang mit Entwicklung, Vermarktung oder Anwendung von Arzneimitteln
Die Liste enthält Vorfälle, die im Zusammenhang mit Entwicklung, Vermarktung oder Anwendung von Arzneimitteln Aufsehen erregt haben.

## Marktrücknahmen wegen nachteiligem Nutzen-Risiko-Verhältnis
| Jahr      | Vorfall bzw. Arzneimittel | Kurzbeschreibung |
| --------- | ------------------------- | --- |
| 1937      | Sulfanilamid-Katastrophe  | Über 100 Menschen kamen nach Einnahme eines Erkältungssaftes mit dem antibiotischen Wirkstoff Sulfanilamid zu Tode. Ursache der Vergiftung war die als Lösungsmittel verwendete, süßlich schmeckende Verbindung Diethylenglykol. |
| 1961/1962 | Contergan-Skandal         | Die Einnahme des thalidomidhaltigen Schlafmittels Contergan in der Schwangerschaft führte zu schweren fetalen Fehlbildungen. Das Strafverfahren gegen den Hersteller wurde 1970 wegen geringfügiger Schuld der Angeklagten und mangelnden öffentlichen Interesses an der Strafverfolgung eingestellt. |
| 1982      | Coxigon                   | Eli Lilly and Company stellt den Vertrieb von Coxigon (Benoxaprofen) ein. Es kam zu Störungen der Leber- und Nierenfunktion, krankhaften Veränderungen an den Sehnerven und zu Hauttumoren. Der eigentliche Skandal war, dass das Bundesgesundheitsamt (heute BfArM) bereits bei der Zulassung ein ungünstiges Nutzen-Risiko-Verhältnis konstatiert habe. |
| 1985      | Enoxacin                  | Marktrücknahme aufgrund von Interaktionen |
| 1992      | Temafloxacin              | Marktrücknahme aufgrund von Leber-, Nierentoxizität, HUS, Anaphylaxie, Anämie |
| 1993      | Lomefloxacin              | Marktrücknahme aufgrund Phototoxizität, Lebertoxizität, ZNS-UAW |
| 1998      | Mibefradil                | Marktrücknahme von Posicor (Hoffmann-La Roche) und Cerate (Asta Medica) mit dem Wirkstoff Mibefradil aufgrund multipler, lebensbedrohlicher Arzneimittelwechselwirkungen. |
| 1999      | Trovafloxacin             | Marktrücknahme wegen Leberversagen, Lebertoxizität |
| 1999      | Grepafloxacin             | Marktrücknahme wegen Kardiotoxizität |
| 2000      | Pefloxacin                | Marktrücknahme u. a. wegen Phototoxizität, Tendinitiden |
| 2001      | Clinafloxacin             | Phototoxizität, Einfluss auf den Zuckerstoffwechsel |
| 2001      | Sparfloxacin              | Marktrücknahme wegen Phototoxizität, ZNS-UAW |
| 2001      | Lipobay-Vorfall           | Marktrücknahme von Lipobay (Cerivastatin, Bayer AG) weltweit wegen tödlicher Wechselwirkungen mit Gemfibrozil. |
| 2003      | Nefazodon                 | Januar 2003: Marktrücknahme des Antidepressivums Nefadar (Nefazodon, Bristol-Myers Squibb) in Schweden wegen des Auftretens bedrohlicher Leberschäden. |
| 2004      | Vioxx-Skandal             | Weltweite Marktrücknahme aller Darreichungsformen von Vioxx (MSD Sharp & Dohme) wegen kardiovaskulärer Toxizität. Darüber hinaus bricht MSD sämtliche klinischen Studien mit dem COX-2-Hemmer ab. |
| 2004      | Fleroxacin                | Marktrücknahme wegen Phototoxizität, ZNS-UAW |
| 2004      | Gatifloxacin              | Marktrücknahme wegen Einfluss auf den Zuckerstoffwechsel |
| 2005      | Valdecoxib                | Marktrücknahme von Bextra (Valdecoxib, Pfizer) in USA, EU und Schweiz. Es wurde ein erhöhtes Risiko kardiovaskulärer Komplikationen bei Patienten nach Bypass-Operationen festgestellt und das Auftreten lebensbedrohlicher Hautreaktionen beschrieben. |
| 2006      | Ximelagatran              | AstraZeneca nimmt seine oralen Thrombinhemmer Exanta und Melagatrin (Ximelagatran) wegen Leberschädlichkeit bei Langzeitanwendung vom Markt und stoppt zwei noch laufende klinische Studien. |
| 2006      | Buflomedil                | Marktrücknahme von Buflomedil-Tabletten in Frankreich wegen schwerwiegender neurologischer Komplikationen. 2011/2012 Erweiterung des Rückrufs auf weitere EU-Mitgliedstaaten sowie auf parenterale Darreichungsformen. |
| 2007      | Zelmac                    | Marktrücknahme von Tegaserod (Zelmac, Novartis) in der Schweiz der vermehrten Auftretens kardiovaskulärer Ereignisse |
| 2007      | Clobutinol                | Rücknahme aller Clobutinol-haltigen Arzneimittel (z. B. Silomat, Boehringer Ingelheim sowie etlicher Generika) vom deutschen Markt. Unter der Behandlung mit dem bereits 1961 als Hustenstiller eingeführten, rezeptfreien Mittel waren in seltenen Fällen schwere Herzrhythmusstörungen aufgetreten. |
| 2007      | Trasylol                  | Bayer stoppt weltweit den Verkauf des Arzneimittels Trasylol (Aprotinin) und folgt damit einer Anordnung des Bundesinstituts für Arzneimittel und Medizinprodukte (BfArM) und Empfehlungen der US-Zulassungsbehörde FDA. Die Zwischenanalyse einer kanadischen Studie hatte ergeben, dass eine erhöhte 30-Tage-Sterblichkeit bei mit Aprotinin behandelten Patienten auftrat. Aprotinin wurde zur Senkung der Blutungsneigung unter Operationen am Herzen oder der Leber eingesetzt. |
| 2007      | Lumiracoxib               | Marktrücknahme des Arthrosepräparats Prexige (Lumiracoxib, Novartis) in Deutschland und weiteren EU-Staaten wegen Leberschäden. |
| 2008      | Acomplia                  | Das Abnehmmittel Acomplia (Rimonabant, Sanofi-Aventis) wird wegen neurologischer Nebenwirkungen vom Markt genommen. Das Präparat erhöhte nachweislich das Suizid-Risiko. |
| 2009      | Gemifloxacin              | Rücknahme wegen Genotoxizität und Lebertoxizität |
| 2010      | Avandia                   | September 2010: Marktrücknahme des Diabetes-Mittels Avandia (Rosiglitazon, GlaxoSmithKline) in Europa aufgrund eines erhöhten Herzinfarkt-Risikos. |

## Zwischenfälle in der Entwicklung
| Jahr | Vorfall                                  | Kurzbeschreibung |
| ---- | ---------------------------------------- | --- |
| 2006 | „TeGenero-Vorfall“                       | Im Rahmen der Entwicklung des monoklonalen Antikörpers TGN1412 kam es zu verheerenden Nebenwirkungen, wodurch dessen Entwicklung zur Behandlung von Autoimmunkrankheiten dadurch abrupt endete.                                                                  |
| 2016 | „BIA 10 2474-Vorfall“                    | Im Rahmen der klinischen Entwicklung eines neuen Wirkstoffes zur Schmerzbehandlung kam es bei mehreren Probanden zu schweren neurologischen Nebenwirkungen, ein Proband starb an den Folgen.                                                                     |
| 2019 | Todesfall nach fäkalem Mikrobiomtransfer | In den USA starb ein Patient bei einer klinischen Studie nach einer Stuhltransplantation an einer Infektion mit einem multiresistenten Bakterium, ein zweiter erkrankte schwer. Die Stuhlprobe des Spenders war zuvor nicht auf diese Bakterien getestet worden. |

## Zwischenfälle in der Herstellung
| Jahr    | Vorfall              | Kurzbeschreibung |
| ------- | -------------------- | --- |
| 1930    | Lübecker Impfunglück | Bei der Einführung der BCG-Schutzimpfung gegen Tuberkulose kam es 1930 in Lübeck zum Lübecker Impfunglück, dem größten Impfunglück des 20. Jahrhunderts. Ursache war mit hoher Wahrscheinlichkeit eine Verwechslung der Impfkulturen. Aufgrund des Vorfalls wurde die Einführung der BCG-Impfung in Deutschland bis nach dem Zweiten Weltkrieg verzögert. |
| ab 1969 | Lyodura-Skandal      | Mängel bei der Sterilisation von auf dem Schwarzmarkt erworbenen Hirnhäuten hatten eine Kontamination des Produktes mit Erregern der Creutzfeldt-Jakob-Krankheit zur Folge, wodurch es zu etwa 120 Erkrankungen kam. |
| 2018    | Valsartan-Skandal    | Im Juli und August 2018 wurde bekannt, dass der Blutdrucksenker Valsartan bestimmter Wirkstoffhersteller, vermutlich infolge einer bereits vor Jahren erfolgten Umstellung des Syntheseweges, durch das als krebserregend geltende Dimethylnitrosamin verunreinigt war. Betroffene Arzneimittelchargen wurden in Europa, Kanada und USA zurückgerufen.    |

## Fälschungen und Inverkehrbringen wissentlich unsachgemäß hergestellter Arzneimittel
| Jahr         | Vorfall                                                    | Kurzbeschreibung |
| ------------ | ---------------------------------------------------------- | --- |
| 1970er Jahre | Infektionen durch HCV-kontaminierte Anti-D-Prophylaxe-Sera | In der DDR wurden 1978/79 mehrere tausend Frauen durch HCV-verseuchte Anti-D-Sera infiziert, obwohl dem Hersteller in Halle bekannt sein musste, dass die Blutspender infiziert waren. |
| 1980er Jahre | Infektionen durch HIV-kontaminierte Blutprodukte           | Mitarbeiter einer Koblenzer Firma untersuchten Spenderblutproben nicht einzeln, sondern vermischten sie miteinander oder testeten sie gar nicht. Die Verabreichung der verseuchten Blutprodukte hatte viele Todesfälle zur Folge. |
| 2008         | Heparin-Skandal                                            | Der gerinnungshemmende Wirkstoff Heparin wurde mit einem minderwertigen, billigeren Stoff gestreckt. |
| 2014/2015    | Skandal um GVK Biosciences                                 | Mutmaßliche Datenfälschung: Eine Vielzahl von Generika waren zugelassen worden auf Basis von Bioäquivalenzstudien, deren Datenerhebung sich im Nachhinein als nicht gesetzeskonform herausgestellt hatte. Patienten kamen nicht zu Schaden. |
| 2016         | Medizinskandal Alte Apotheke Bottrop                       | Ein Apotheker aus Bottrop hatte in zahlreichen Fällen gegen das Arzneimittelgesetz verstoßen und in seiner Apotheke Krebsmedikamente vorsätzlich unterdosiert hergestellt und verkauft. Er wurde 2018 zu 12 Jahren Haft verurteilt. |
| 2018         | Impfstoffskandal in China                                  | Die chinesische Pharmafirma Changchun Changsheng soll seit April 2014 Daten gefälscht und zum Teil unwirksame und abgelaufene Tollwut-Impfstoffe in Umlauf gebracht haben. Auch unwirksame DTP-Kombi-Impfstoffe sollen 2017 in Verkehr gebracht worden sein. Hunderttausende Kinder sind betroffen. Im Juli 2018 wurden Firmenangehörige festgenommen.       |
| 2018         | Verkauf gestohlener Krebsmedikamente                       | 2018 wurde aufgedeckt, dass ein Netzwerk verschiedener Firmen, darunter ein brandenburgischer Arzneimittelimporteur, illegal aus dem Ausland beschaffte Krebsmedikamente in Deutschland in Verkehr gebracht haben soll. Die Medikamente waren zum Teil in Griechenland gestohlen und ohne die erforderliche Kühlkette nach Deutschland transportiert worden. |

## Unlauteres Marketing
| Jahr | Vorfall                        | Kurzbeschreibung |
| ---- | ------------------------------ | --- |
| 2009 | Illegale Bewerbung von Zyprexa | Eli Lilly soll von 2000 bis 2003 Ärzte ermuntert haben, das Schizophrenie-Medikament Zyprexa unter anderem bei altersbedingter Demenz zu verschreiben, obwohl es in dieser Indikation keine Zulassung besaß. Nebenwirkungen wie zum Teil extreme Gewichtszunahme und Diabetes, die dem Hersteller zwar bekannt waren, wurden in der öffentlichen Darstellung jedoch verschwiegen oder heruntergespielt. 2009 akzeptierte Eli Lilly eine Strafe von 1,4 Milliarden Dollar. |